# ヨハネの手紙二
『ヨハネの手紙二』（ヨハネのてがみに）は、新約聖書正典中の一書で、公同書簡と呼ばれる書簡の一つ。他のヨハネ書簡などとともにヨハネ文書と分類されることもある。13節のみで構成され、旧約・新約を通じて聖書中最短の書である。
この記事名は新共同訳聖書に基づくものだが、『ヨハネの第二の書』（文語訳聖書）、『ヨハネの第二の手紙』（口語訳聖書、バルバロ訳聖書、フランシスコ会訳聖書、岩波委員会訳聖書）、『ヨハネの手紙 第二』（新改訳聖書）、『イオアンの第二書』（日本正教会訳聖書）などとも訳される。

## 著者・執筆年代
著者は1節で「長老のわたし」（口語訳）と名乗っている。同じ名乗りは『ヨハネの手紙三』の冒頭にも見られる。この長老は高齢者とは限らず、個別の教会（群）の指導者と理解されるが、後代の職制としての長老とは異なるとされる。
伝統的な理解では、これらの手紙は『ヨハネによる福音書』および『ヨハネの手紙一』の著者と同じく使徒ヨハネであろうとされてきた。フェデリコ・バルバロは、その中でも第二の手紙は第一の手紙が書かれて間もない時期（西暦94年頃から100年の間）にエフェソスで成立したと推測した。『新聖書辞典』では80年代末から90年代初頭にエフェソスで作成されたという見解が伝統的な説として挙げられている。
他方で、主として高等批評の見地から疑問も寄せられ、成立は1世紀末から2世紀初頭のシリアあるいは小アジアのどこかなどとも言われ、著者の同一性についても様々な意見がある。使徒ヨハネかどうかはともかく、内容や文体の分析からも三書簡が同一人物の手になるものであろうことを主張する者がいる一方で、第二と第三が同一で第一が別、第一と第二が同一で第三は別などいくつもの説があり、確定しているとは言いがたい。
「長老」の正体をパピアスが言及している長老ヨハネと想定する説もある。また、「第一・第二」と「第三」が対立関係にあると見る田川建三は、第三の手紙で批判的に言及されているディオトレフェスか彼に近い人物が第一と第二の手紙の著者であろうと推測している。

### 順序
第一から第三までの手紙はそれほど隔たっていない時期で書かれたということで大方の意見が一致するが、第二の手紙が何番目に書かれたかには議論がある。第二の手紙は第一のダイジェスト版のように見えることから、第一を踏まえて書かれたと見る者がいる一方、第二が念頭に置いていたのは第三で、第三、第二、第一の順に書かれたと見る者もいる。そもそも厳格に順序を確定させようとする試み自体に否定的な意見もある。

## 宛先
この手紙は「選ばれた婦人とその子たち」へ宛てられている。この「婦人」の原語κυρίαについて、固有名詞と理解して「キュリア」という女性と見る説もあったが、現在では一般的とはいえない。むしろ、「婦人」は教会の比喩表現であろうと理解されることがしばしばである。聖書関連のギリシア語辞典でもそのように注記しているものがあり、教会を呼ぶ時の当時の慣用表現と結びつける意見もある。

## 内容
「長老のわたし」は、手紙の受取人に対しその信仰を称賛し、互いに愛し合うことの大切さを説き、偽教師に警戒するよう勧めている。その内容には第一の手紙との並行関係をかなりの程度読み取ることができ、ギュンター・ボルンカムは第一の手紙に比べて「何ら新しいものをもたらさない」とまで評している。他方で、他のヨハネ文書に見られない特色として、3節の「憐み」の付加、8節の「報い」について、10節の異端に対する「挨拶」の禁止の3点を挙げる者もいる。
挨拶の禁止は反キリストに向けられている。ここでの反キリストは「イエス・キリストが肉体をとってこられたことを告白しないで人を惑わす者」（7節）を指す。ここで排撃されている仮現説的な思想はグノーシス主義と推測されることもある。ほか、第一の手紙で排撃されている思想と関連付けつつ、ケリントスとの類似性が指摘されることもあるが、相違点も見られる。挨拶は当時のオリエントにおいては仲間や連帯を意味する行為であったとされ、そのことがこうした厳格な禁止の背景にあったとも言われる。「その人を家に入れること」も禁じるということとあわせ、地域的背景として、異端の教えを説く者が巡回説教者として巡っていたのだろうと推測されている。
前述の通り非常に短い手紙だが、これはパピルス1枚にしたためたことによる紙幅の都合であろうと言われている。